# Братислав Р. Милановић
Братислав Р. Милановић (Алексинац, 1950) српски је књижевник, новинар, књижевни критичар и преводилац.

## Биографија
Студирао је југословенску и светску књижевност на Филолошком факултету у Београду. Своју прву песму објавио је у београдском Студенту 1968. године. Од 1974. године објављује приказе и критике о песничким књигама у емисији „Хроника Трећег програма Радио Београда“, „Отворена књига“ ТВ Београд, „Књижевној речи“, „Књижевним новинама“ и по бројним листовима и часописима.
Од 1978. године стално ради у Радио Београду као новинар, водитељ и уредник у емисијама Београда 202, Радио Београда 1 и Радио Београда 2, које се баве књижевношћу и културом уопште. Уређивао је књижевност у програму Радио Београд 1 и водио културни магазин „Десет и по“.
Члан је Удружења књижевника Србије од 1976. године. Члан је српског ПЕН-а.
Од 1980. до 1982. године био је уредник за поезију у Књижевним новинама.
Од 1989. до 1992. године живео је у Паризу.
Према његовом сценарију (поема Сто на раскршћу) изведена је 1995, у амфитеатру Спомен-парка Краљевачки октобар у Краљеву, сценска игра Србија на раскршћу, коју је режирао Дејан Мијач. Аутор је радио-драме Вучија вечера, Драмски програм Радио Београда, 1998.
Године 2000. био је председник Одбора за међународну сарадњу Удружења књижевника Србије, а од јануара 2001. до децембра 2004. налазио се на месту Уметничког директора Међународних сусрета писаца Удружења књижевника Србије.
Заступљен у избору Биљане Д. Обрадовић Fives/Петице, пет америчких и пет српских песника, Contact Line and Cross-Culural Comunication 2002, Beograd – New York, двојезично енглеско-српско издање. Заступљен је у више антологија српске поезије објављених у свету (Шведска, Пољска, Чешка, Словачка, Румунија, Русија, САД, Немачка, Француска, Бразил). Посебни избори његове поезије објављивани су у периодици у Пољској, Мађарској, Румунији, САД и Италији.
За песму „Летописац пред библиотеком на Косанчићевом венцу“, објављену у листу „Књижевни магазин“ на „Миљковићевим данима поезије“ у Гаџином Хану 2005. добио је Награду „Заплањски Орфеј”.
Добитник је престижне Награде „Жичка хрисовуља” за 2009. годину. Поводом награде одржан је научно критички скуп о његовом песничком делу. Са тог научног скупа објављен је 2010. године зборник радова „Братислав Р. Милановић – песник“. Добитник је Националног признања за допринос српској култури 2010. Од априла 2020. године је главни и одговорни уредник "Књижевних новина". Говори француски и италијански језик, служи се словеначким и македонским.
Јуна 2023. године додељена му је Песничка повеља „Венац Лазе Костића”.

## Књиге

### Поезија
- Јелен у прозору, ДОБ, 1975, Бранкова награда;
- Клатно, Народна књига, Слово љубве, 1980, Награда Милан Ракић;
- Неман, Просвета, Београд, 1987. Награда Ђура Јакшић[10] ;
- Балкански певач, Просвета, Београд, 1995, Награда Србољуб Митић;
- Врата у пољу, Просвета, Београд, 1999, Просветина награда[11];
- Силазак, Српска књижевна задруга, Београд, 2004, Награда Раде Драинац[12];
- Cîntăreţul balcanic, Râmnicu Sărat; Rafet 2001, двојезично српски/румунски;
- Мале лампе у тамнини, Библиотека "Стефан Првовенчани", Краљево, 2006, Змајева награда[13].
- Непотребан летопис, Смедеревска песничка јесен, Смедерево, 2007, двојезично српски/енглески[14]
- Писма из прастаре будућности, Завод за уџбенике, Београд, 2009[15].
- Door’s in a medow, Edwin Mellen Press, Lewiston, New York, 2010.[16]
- Јелен у прозору, друго издање, Мануфактура снова, Београд, 2011.
- Lettere da un futuro remoto, SECOP eidizioni, Corato-Bari, 2012.[17]
- Цврчак у децембру, избране и нове песме, ЦКУ Алексинац[18], Просвета, Београд, 2013.[19]
- Мали ламби во темнината/Мале лампе у тамнини, изабране песме, македонско-српско издање, Арка, Смедерево; Матица македонска, Скопје, 2015[20]
- Одрон светлости, ЦКУ Алексинац, Српска књижевна задруга, Београд 2017.[21]
- Lettere da un futuro remoto/Писма из прастаре будућности, двојезично италијански/српски, превод Драган Мраовић, SECOP edizioni, Corato-Bari, 2017.[22]

### Проза
- Поток, роман, Нолит, Београд 2001, Нолитова награда[23].
- Тајне светлих и сеновитих светова, приче, Повеља, Краљево, 2015[24]

### Приредио књиге
- Добро јутро децо, РТС, Радио Београд, Први програм (заједно са Весном Ћоровић Бутрић и Јовом Љуштановићем), Народна књига – Алфа, Београд, 2003;
- Најлепше песме Владислава Петковића-Диса, Просвета, Београд; 2004.
- Најлепше песме Анице Савић Ребац, Аријадна, Београд, 2010.
- Виолина, изабране песме Владислава Петковића-Диса, са предговором приређивача, Просвета, 2011.

### Преводи
- Алберто Принчис: Невини вампир (Alberto Princcis: Il vampiro innocente), песме, Смедеревска песничка јесен, 2008.
- Пјердоменико Бакаларио: Ватрени прстен (Pierdomenico Baccalario: L’anello di fuoco), Evro book, Београд 2012.
- Пјердоменико Бакаларио:Камена звезда (Pierdomenico Baccalario: La stella di pietra), Evro book , Београд 2014.